# Doliny (Litwa)
Doliny (lit. Pakalniškės) – wieś na Litwie, w okręgu wileńskim, w rejonie wileńskim, w gminie Niemież, przy linii kolejowej Kiwiszki – Wołczuny i drodze krajowej 101. Graniczy z Wilnem.

## Historia
W dwudziestoleciu międzywojennym wieś i zaścianek leżące w Polsce, w województwie wileńskim, w powiecie wileńsko-trockim. W 1931 miejscowość liczyła:
- wieś położona w gminie Rudomino – 141 mieszkańców, zamieszkałych w 24 budynkach,
- zaścianek położony w gminie Mickuny – 36 mieszkańców, zamieszkałych w 6 budynkach[2].

Po II wojnie światowej w granicach Związku Sowieckiego. Od 1991 na niepodległej Litwie.